# Szinyak (Ukrajna, Kijevi terület)
Szinyak (ukránul: Синяк) település Ukrajnában, a Kijevi területen.

## Története
2024-ben a magyar kormány 800 millió forintos támogatásából, a Magyar Ökumenikus Segélyszervezet közreműködésével önkormányzati szolgáltató központ épült, mely önkormányzati hivatalt, orvosi rendelőt és postát is magában foglal.